# Babe (песня Sugarland)
«Babe» с англ. — «Милый» — песня американского кантри-дуэта Sugarland при гостевом участии Тейлор Свифт. Была написана ещё в 2012 году Свифт и Патриком Монахэном, вокалистом из группы Train для четвёртого студийного альбома Свифт, Red. 20 апреля 2018 песня вышла в качестве 2-го сингла с шестого студийного альбома Sugarland Bigger (2018). Сингл достиг восьмого места в кантри-чарте Hot Country Songs. В 2022 году журнал Billboard включил «Babe» под № 10 в список лучших коллабораций Тейлор Свифт в её карьере.

## История
Песня дебютировала на позиции № 27 в радиоэфирном кантри-чарте Country Airplay с 28 апреля 2018 года. Спустя неделю был релиз на продажу и сингл достиг восьмого места в чарте Hot Country Songs с тиражом 38,000 копий в первую неделю выхода в США. К июлю 2018 года тираж составил 93,000 копий в США.

## Музыкальное видео
Трейлер для музыкального видео был впервые показан на церемонии CMT Music Awards (2018) и 6 июня 2018 года загружен на аккаунт группы Sugarland на канале YouTube, в то время как официальный клип был впервые показан 9 июня.
Видео было снято режиссёром Энтони Мандлером, при участии американского актёра Брэндона Раута, Дженнифер Неттлз и Тейлор Свифт в главных ролях. Раут и Неттлз играют роль супружеской пары, в то время как Свифт играет роль секретарши, которая связана со своим боссом (Раутом).

## Награды и номинации
| Год  | Организация                      | Награда                         | Результат | Ссылка        |
| ---- | -------------------------------- | ------------------------------- | --------- | ------------- |
| 2018 | Country Music Association Awards | Video of the Year               | Номинация | [ 10 ] [ 11 ] |
| 2019 | Academy of Country Music Awards  | Video of the Year               | Номинация | [ 12 ]        |
| 2019 | CMT Music Awards                 | Duo Video of the Year           | Номинация | [ 13 ]        |
| 2019 | CMT Music Awards                 | Collaborative Video of the Year | Номинация | [ 13 ]        |

## Участники записи
По данным Tidal
- Kristian Bush — продюсер, вокал, акустическая гитара
- Дженнифер Неттлз — продюсер, вокал
- Тейлор Свифт — вокал
- Brandon Bush — продюсер, клавишные, ассистент по микшированию
- Julian Raymond — продюсер
- Zoe Rosen — продюсер
- Brianna Steinitz — продюсер
- Adam Chignon — звукоинженер по микшированию
- Ted Jensen — звукоинженер
- Tom Tapley — звукоинженер
- Lars Fox — звукоинженер
- Nik Karpen — ассистент по микшированию
- Sean Badum — ассистент звукоинженера
- Kevin Kane — ассистент звукоинженера
- Paul Bushnell — бас-гитара
- Victor Indrizzo — ударные
- Tom Bukovac — электрогитара
- Chris Lord-Alge — микширование
- Justin Schipper — стил-гитара

## Чарты
| Чарт (2018)                               | Высшая позиция |
| ----------------------------------------- | -------------- |
| Канада (Billboard Canadian Hot 100)       | 94             |
| Канада (Billboard Country)                | 16             |
| New Zealand Heatseekers (RMNZ)            | 10             |
| Шотландия (OCC Scotland)                  | 64             |
| Великобритания (OCC UK Singles Downloads) | 72             |
| США (Billboard Hot 100)                   | 72             |
| США (Billboard Country Airplay)           | 17             |
| США (Billboard Hot Country Songs)         | 8              |

## Babe (Taylor’s Version)
6 августа 2021 года Свифт объявила, что перезаписанная версия «Babe» под названием «Babe (Taylor’s Version)» будет включена в качестве 24-го трека в её второй перезаписанный альбом с таким же названием, который выйдет 19 ноября 2021 года на Republic Records.
Официальный трек-лист альбома был опубликован 6 августа 2021 года.